# 若州一滴文庫
若州一滴文庫（じゃくしゅういってきぶんこ）は、福井県大飯郡本郷村（現おおい町）出身の作家の水上勉が自身の主催する若州人形座および芸術文化の拠点として生まれ故郷に私財を投じて設けた、総合文学館である。
1985年3月に開館した。おおい町への施設寄贈を経て、2003年5月よりNPO法人一滴の里が運営を担う。若州は若狭の別称。一滴は曹源一滴水および儀山善来と由理滴水の因縁による。

## 施設
- 本館 - 1984年10月竣工、木造3階建、延床面積約500平方メートル、1Fから3Fまでスロープ設置
  - 1F図書室 - 水上勉の蔵書など約2万冊を収蔵
  - 1Fブンナの部屋 -児童図書コーナー。約2,200冊を開架
  - 1F展示室 - 企画特別展示室。秋野不矩、斉藤真一、須田剋太、渡辺淳ら水上勉と親交があった画家の作品を展示
  - 1Fラウンジ
  - 中2F展示室
  - 2F展示室
  - 3F資料室
- 竹人形館 - 1987年12月竣工、木造2階建、延床面積約260平方メートル、エレベーター設置　
  - 水上勉が主宰した若州人形座の竹人形胴体約60と頭約250を展示する。
- くるま椅子劇場 - 1988年9月竣工、木造2階建、延床面積約430平方メートル
  - ホール
  - ギャラリー - 玄関から劇場までのホワイエをギャラリーとしている。
  - 劇場 - 若州人形座による竹人形文楽定期公演の会場。舞台背後にピクチャーウィンドウから竹林を望める。
- 六角堂 - 1989年4月竣工、木造平屋建
  - 喫茶、軽食、売店
- 庭園
- 正門
- 劇場門
- 旧茅茸ホール

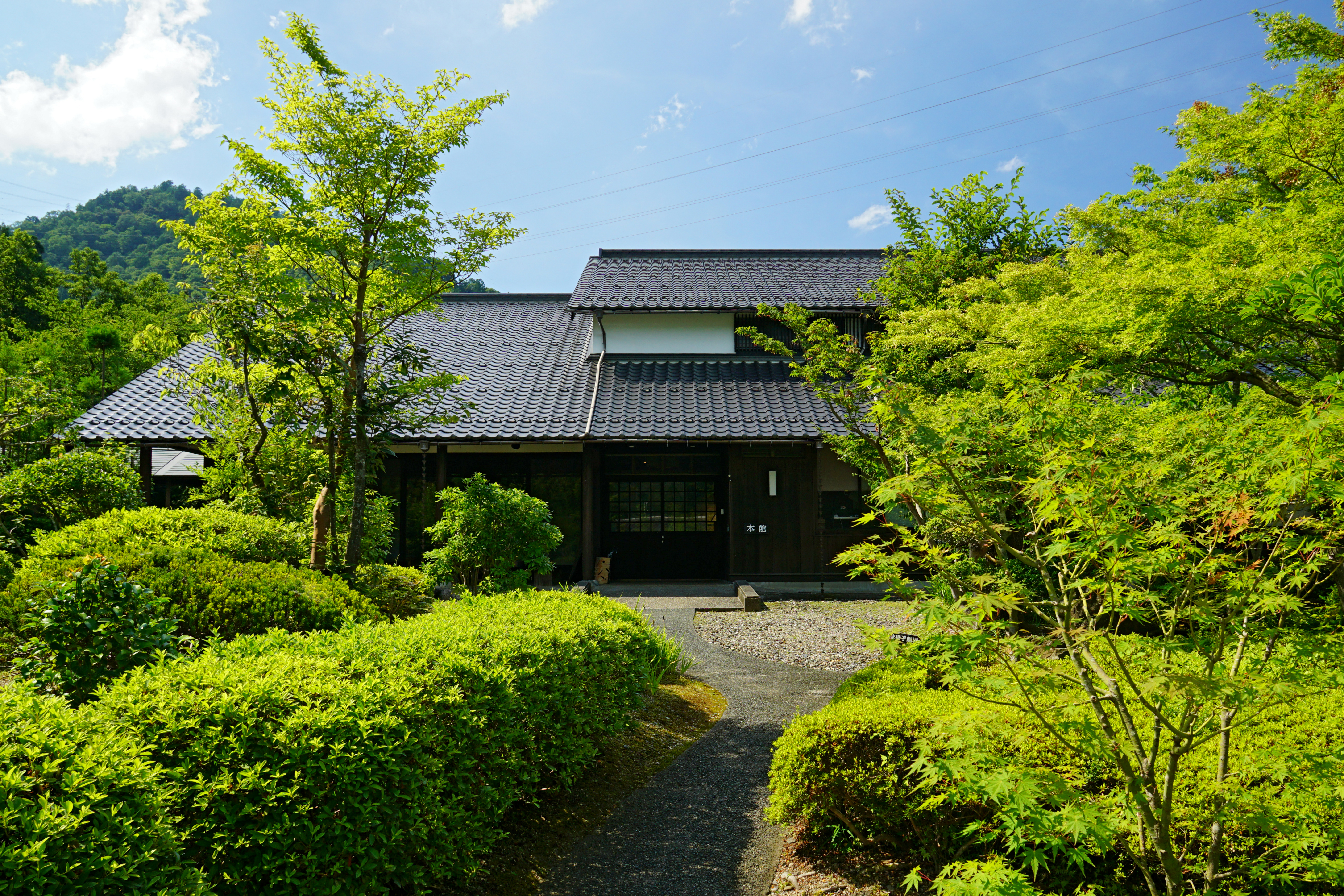
本館
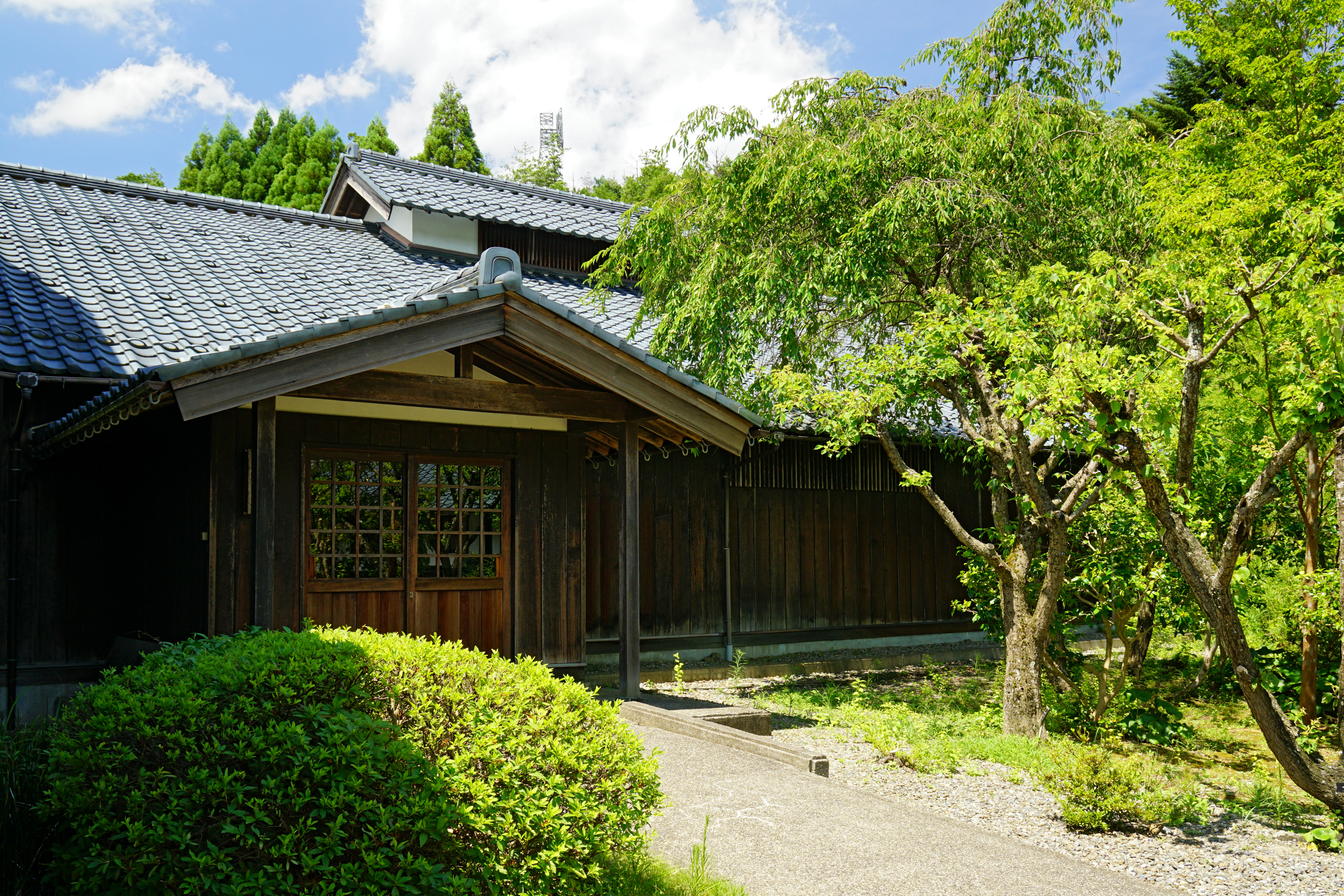
竹人形館
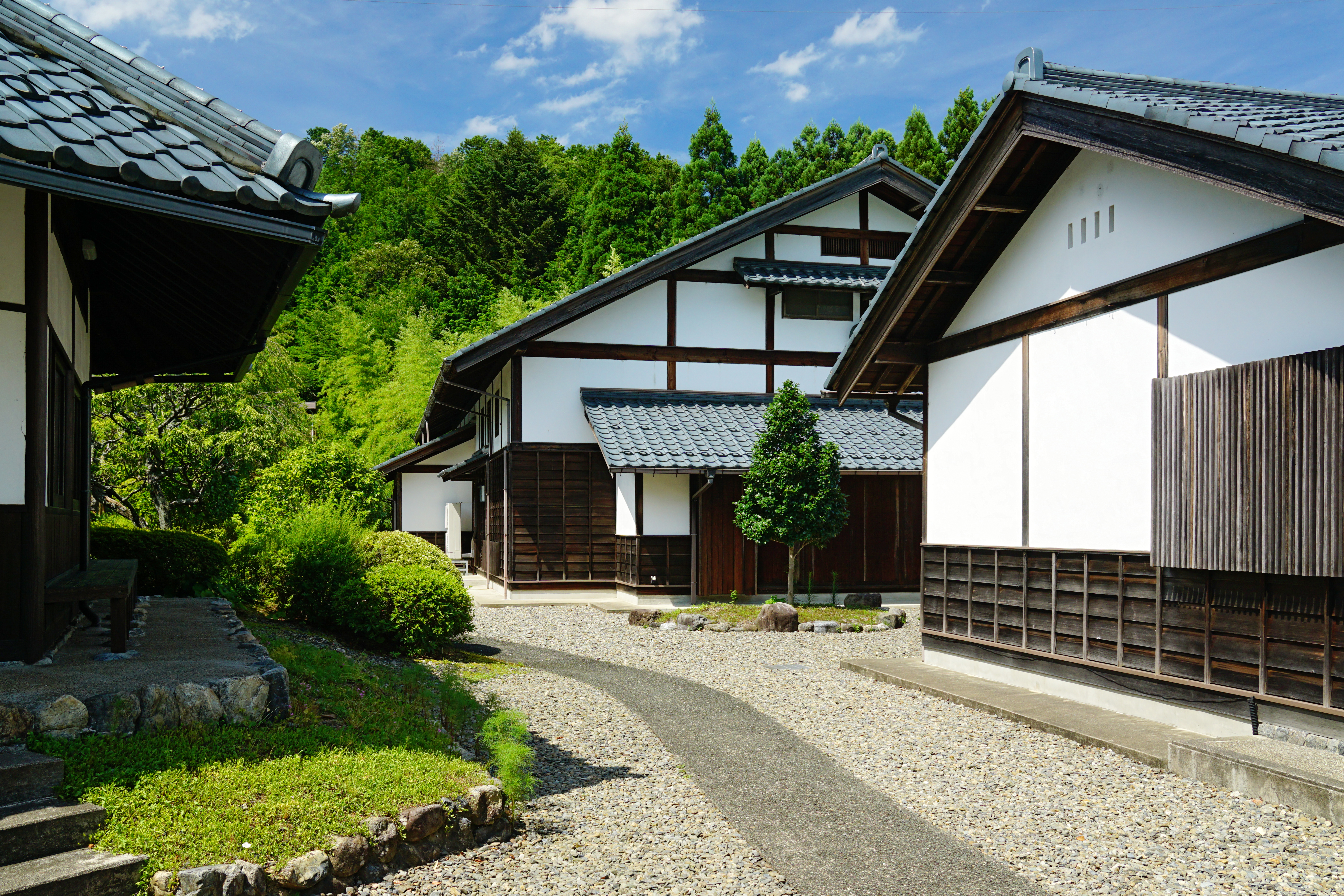
くるま椅子劇場
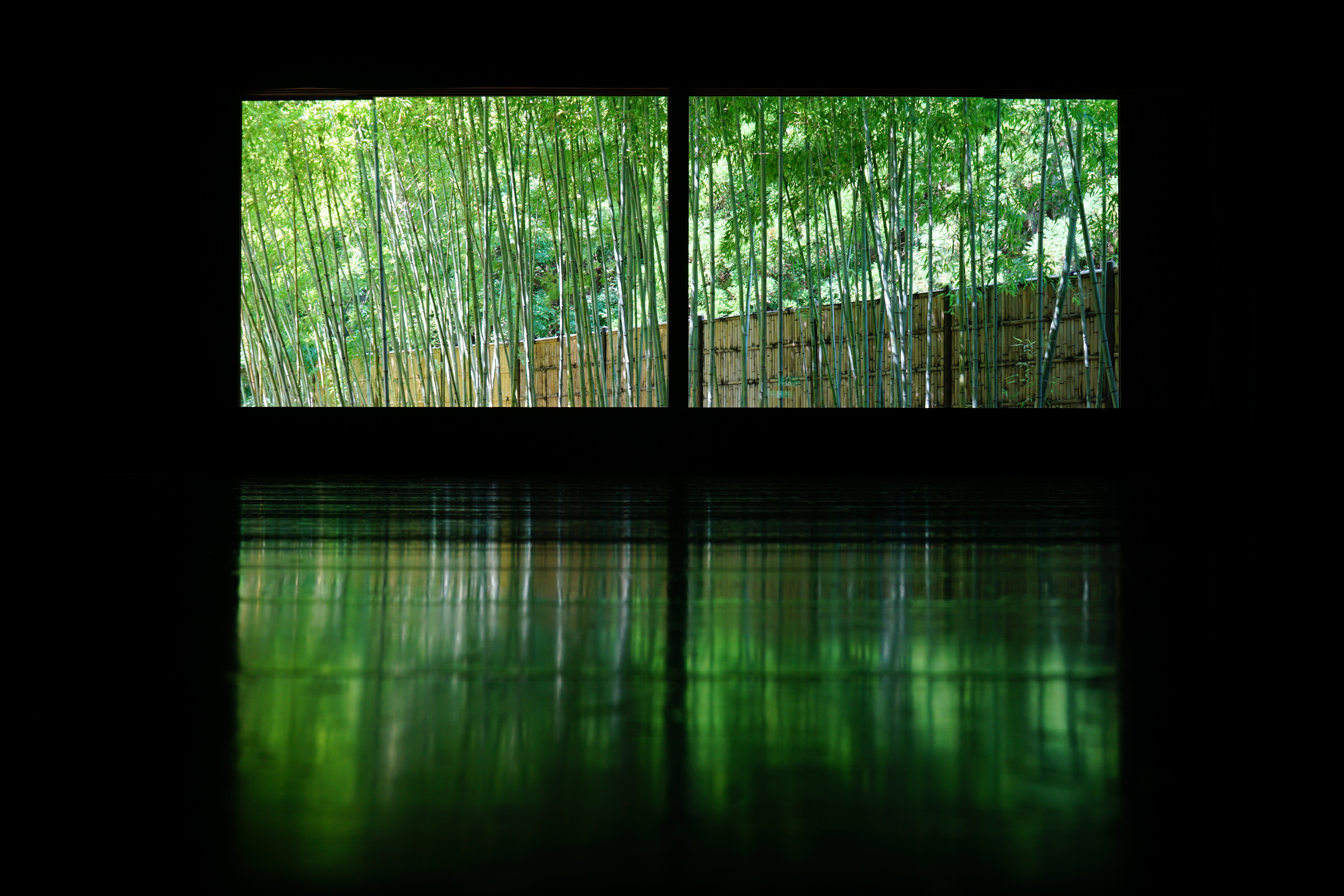
くるま椅子劇場舞台
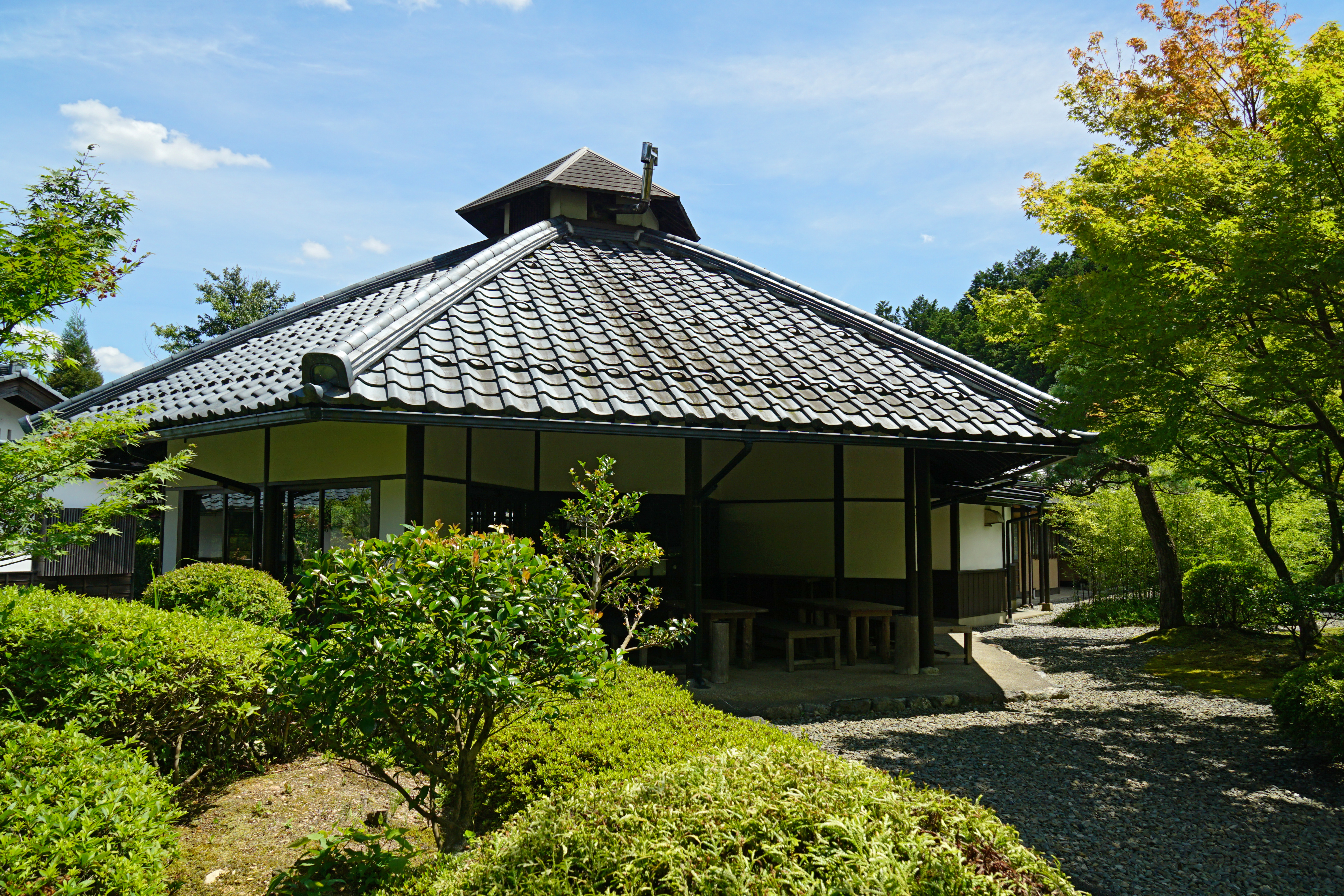
六角堂
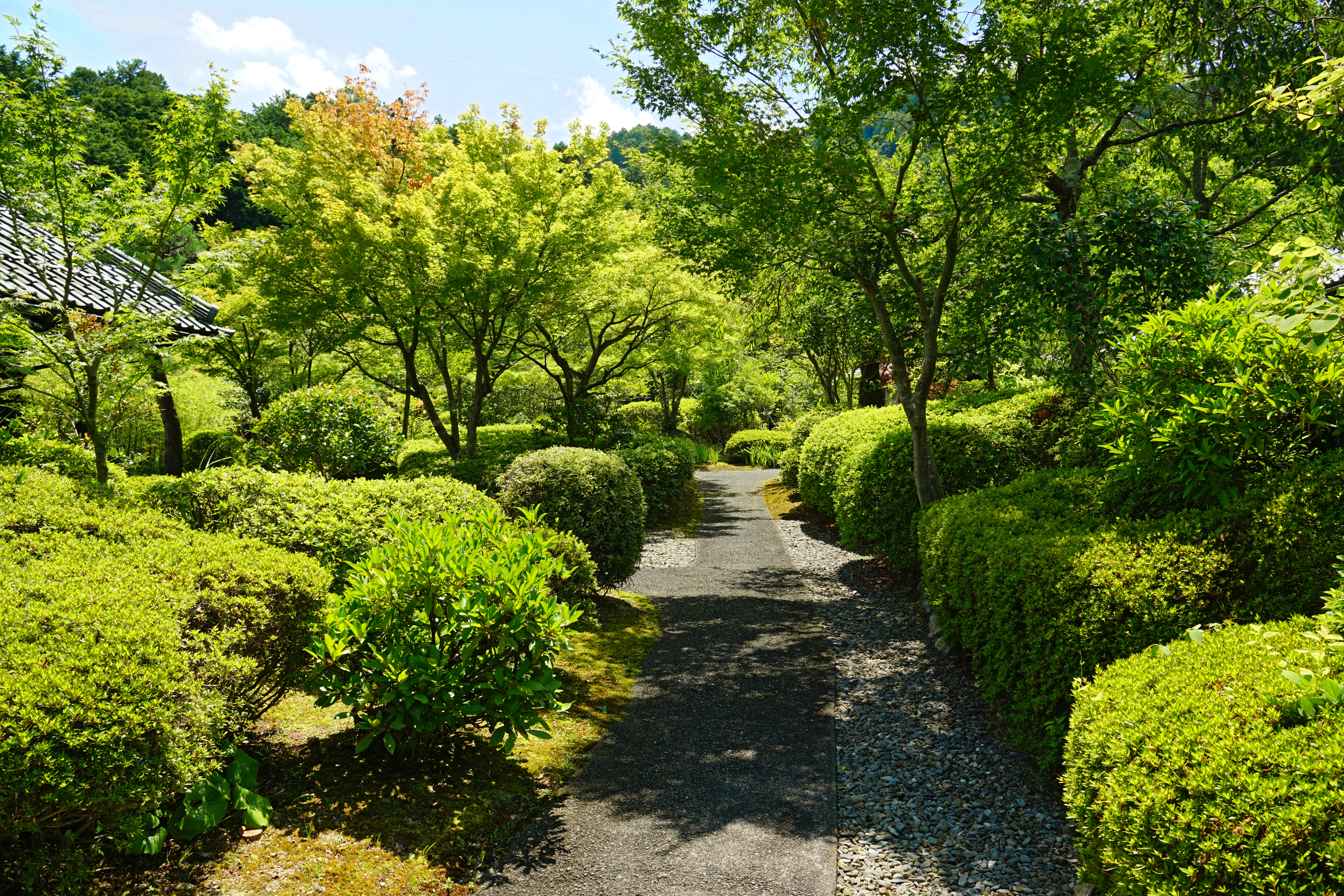
庭園
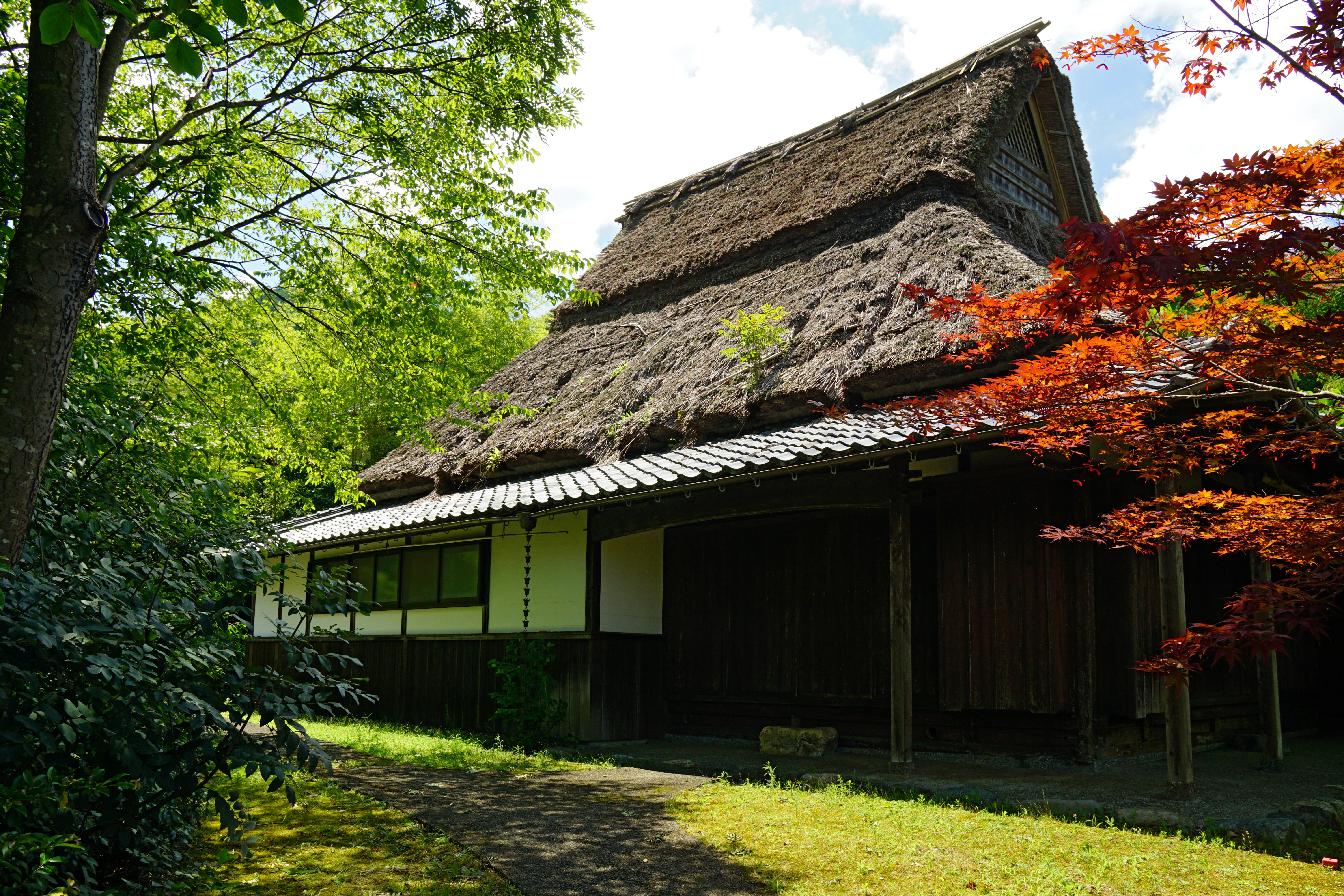
旧茅茸ホール

## ワークショップ
- 竹紙漉き体験教室
- 竹筆作り体験教室
- 勾玉作り体験教室
- 火おこし体験教室

## イベント
- 帰雁忌 - 9月8日が帰雁忌であるが、若州一滴文庫では2005年より毎年10月第4土曜日を追悼日として水上勉追悼式典を開催している[7]。

## 利用情報
- 開館時間 - 9時00分から17時00分まで
- 休館日 - 毎週火曜日（祝日の場合は翌日）、年末年始（12月29日から1月3日まで）

## 建築概要
- 建築主 - 水上勉
- 設計 - 泊建築設計事務所
- 竣工 - 1984年（本館）
- 敷地面積 - 7,000平方メートル
- 備考 - 1990年　中部建築賞受賞